# Riccardo Broschi
Riccardo Broschi (Nàpols, c. 1698 - Madrid, 1756) fou un compositor italià de música barroca i germà del cantant d'òpera Carlo Broschi, conegut com a Farinelli.

## Biografia
Fill de Salvatore Broschi, compositor i mestre de capella de la catedral de Puglinese i de Caterina Berrese (d'acord amb el llibre de baptismes de l'església de S. Nicola, avui als arxius episcopals). La família Broschi, es va mudar a Nàpols a finals de 1711, i van posar Riccardo, el primogènit, al Conservatori de Santa Maria di Loreto, on estudiaria per esdevenir compositor sota els ensenyaments de G. Perugino i F. Mancinipresso. Mentrestant, Salvatore va morir inesperadament als 36 anys, el 4 de novembre de 1717. Caterina subseqüentment va fer de Riccardo cap de la família.
Va debutar el 1725 amb La vecchia sorda, després, el 1726, es va mudar a Londres i s'hi va mantenir fins al 1734. Allà va escriure sis òperes heroiques, sent la més reeixida Artaserse. El 1737 es va mudar a Stuttgart i breument va servir en la seva cort, per al duc Carles Alexandre de Württemberg, per després retornar a Nàpols abans d'unir-se al seu germà a Madrid el 1739. Va morir en aquesta ciutat el 1756.

## Composicions

### Òperes
- La vecchia sorda (opera buffa, llibret de S. Saddumene, 1725, Nàpols, perduda)
- L'isola di Alcina (opera seria, llibret de A. Fanzaglia, 1728, Roma; revisada com a Bradamante nell'isola di Alcina, 1729, Parma, perduda)
- Idaspe (opera seria, llibret de G. P. Candi e Domenico Lalli, 1730, Venècia)
- Ezio (opera seria, llibret de Pietro Metastasio, 1731, Torí, perduda)
- Arianna e Teseo (opera seria, llibret de Pietro Pariati, 1731, Milà, perduda)
- Merope (opera seria, llibret de Apostolo Zeno, 1732, Torí)
- Artaserse (pasticcio, 1734, Londres; en col·laboració amb Johann Adolf Hasse)
- Adriano in Siria (opera seria, llibret de Pietro Metastasio, 1735, Milà, perduda)
- Demetrio (3r acte) (opera seria, llibret de Pietro Metastasio, 1738, Nàpols; en col·laboració amb Leonardo Leo (2n acte) i un altre compositor anònim (3r acte), perduda)

### Altres obres
- Il martirio di Santa Susanna Vergine (oratori, 1727, Roma)
- Lucilla e Tirsi (cantata)
- Diversos àries